# Keep Calm and Carry On

Keep Calm and Carry On (с англ. — «Сохраняйте спокойствие и продолжайте действовать») — агитационный плакат, произведенный в Великобритании в 1939 году в начале Второй мировой войны.

## История
Изначально плакат был выпущен британским Министерством информации (англ. Ministry of Information) в 1939 году в начале Второй мировой войны. Было отпечатано два с половиной миллиона копий, однако плакат не получил широкого распространения.
Существует также два других плаката из этой серии — «Freedom Is In Peril. Defend It With All Your Might» (с англ. — «Свобода под угрозой. Защищай её со всей своей силой»), 400 тыс. копий, и «Your Courage, Your Cheerfulness, Your Resolution Will Bring Us Victory» (с англ. — «Ваша отвага, ваша бодрость, ваша решимость принесут нам победу»), 800 тыс. копий.

## В современной культуре
В 2000 году копия плаката была найдена в магазине подержанных книг «Barter Books». Поскольку права на подобные работы, произведённые правительством Великобритании, истекают в течение 50 лет, изображение находится в общественном достоянии. Это позволило печатать неограниченное количество копий плаката, а также производить другие сопутствующие сувениры. Популярность плаката также породила множество пародий с измененной надписью или логотипом.
В 2009 году вышел альбом группы «Stereophonics», названный в честь плаката.
В августе 2011 года стало известно, что компания «Keep Calm and Carry On Ltd.» зарегистрировала слоган в качестве торговой марки и потребовала прекратить продажу сувенирной продукции, производимой сторонними компаниями. Позднее был подан запрос на отмену регистрации на том основании, что фраза слишком широко известна, чтобы использоваться в качестве торговой марки.